# Đội tuyển bóng đá U-21 quốc gia Ý
Đội tuyển bóng đá quốc gia U-21 Ý (Italia) là đội tuyển quốc gia Ý của các cầu thủ dưới 21 tuổi, thuộc Liên đoàn bóng đá Italia.
Đội tuyển  U-21 Ý cùng với đội tuyển U-21 Tây Ban Nha là 2 đội tuyển thành công nhất của giải đấu UEFA European Under -21 Championship với mỗi đội từng đoạt 5 chức vô địch. Với đội U-21 Ý, đó là chức vô địch các năm 1992, 1994, 1996, 2000 và 2004. Có thể nói đây là giai đoạn hoàng kim của đội tuyển này. Lứa cầu thủ của giai đoạn này là nòng cốt để đội tuyển quốc gia Ý vô địch FIFA World Cup 2006.
Cesare Maldini là huấn luyện viên thành công nhất của đội U-21 Ý. Ông dẫn dắt đội từ năm 1986 đến 1996, cùng đội đoạt 3 chức vô địch U-21 Châu Âu liên tiếp 1992-1994-1996. Sau giải U-21 Châu Âu 1996, ông chuyển sang dẫn dắn đội tuyển quốc gia Italia ở chiến dịch FIFA World Cup 1998 làm cho đội U-21 gặp khủng hoảng nhẹ, không vào được vòng chung kết giải U-21 châu Âu 1998.
Đội tuyển U-21 Ý cũng là một trong 2 đội (cùng với U-21 Anh) đá trận khai trương sân vận động Wembley vào ngày 24/03/2007.
Từ năm 1992, nếu được tham gia Thế vận hội thì đội Olympics Ý (dưới 23 tuổi cộng 3 cầu thủ trên 23 tuổi) lấy nòng cốt từ đội tuyển U-21. Đội tuyển Olympics Ý từng giành huy chương đồng Olympics Athens 2004.

## Các giải đấu đã tham gia

### UEFA U-21 Championship Record
| Năm  | Kết quả           |
| ---- | ----------------- |
| 1978 | Tứ kết            |
| 1980 | Tứ kết            |
| 1982 | Tứ kết            |
| 1984 | Bán kết           |
| 1986 | Hạng nhì          |
| 1988 | Tứ kết            |
| 1990 | Bán kết           |
| 1992 | Vô địch           |
| 1994 | Vô địch           |
| 1996 | Vô địch           |
| 1998 | Không lọt vào VCK |
| 2000 | Vô địch           |
| 2002 | Bán kết           |
| 2004 | Vô địch           |
| 2006 | Vòng bảng         |
| 2007 | Vòng bảng         |
| 2009 | Bán kết           |
| 2011 | Không lọt vào VCK |
| 2013 | Hạng nhì          |
| 2015 | Vòng bảng         |
| 2017 | Bán kết           |
| 2019 | Vòng bảng         |
| 2021 | Tứ kết            |
| 2023 | Vòng bảng         |
| 2025 | TBD               |

### Olympics football Record
- Before 1992: See Italy national football team
- 1992: Losing quarter-finalists
- 1996: Group stage
- 2000: Losing quarter-finalists
- 2004: Bronze Medal
- 2008: Losing quarter-finalists
- 2012: Did not qualify
- 2016: Did not qualify
- 2020: Did not qualify
- 2024: Did not qualify

## Thành tích
- UEFA European Under-21 Championship

- Winner: 1992; 1994; 1996; 2000; 2004

- Runners-up: 1986; 2013

## Huấn luyện viên
- 1976–1986: Azeglio Vicini
- 1986–1996: Cesare Maldini
- 1996–1997: Rossano Giampaglia
- 1997–2000: Marco Tardelli
- 2000–2006: Claudio Gentile
- 2006–2010: Pierluigi Casiraghi
- 2010–2012: Ciro Ferrara
- 2012–2013: Devis Mangia
- 2013–2019: Luigi Di Biagio
- 2019–nay: Paolo Nicolato

## Thống kê

### Chơi nhiều trận nhất
| # | Cầu thủ         | Giai đoạn | U-21 Caps |
| - | --------------- | --------- | --------- |
| 1 | Andrea Pirlo    | 1998–2002 | 37        |
| 1 | Francesco Bardi | 2011–2015 | 37        |
| 3 | Marco Motta     | 2005–2009 | 36        |
| 4 | Matteo Brighi   | 2000–2004 | 35        |
| 5 | Luca Marrone    | 2009–2013 | 32        |

### Ghi bàn nhiều nhất
| # | Player              | Period    | U-21 Goals |
| - | ------------------- | --------- | ---------- |
| 1 | Andrea Pirlo        | 1998–2002 | 15         |
| 1 | Alberto Gilardino   | 2000–2004 | 15         |
| 3 | Manolo Gabbiadini   | 2010–2013 | 12         |
| 4 | Gianluca Vialli     | 1983–1986 | 11         |
| 4 | Massimo Maccarone   | 2000–2002 | 11         |
| 6 | Christian Vieri     | 1992–1996 | 10         |
| 6 | Cristiano Lucarelli | 1996–1997 | 10         |
| 6 | Robert Acquafresca  | 2007–2009 | 10         |